# Rickson Gracie

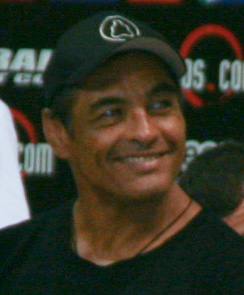
Rickson Gracie

Rickson Gracie (portugiesisch: [ˈʁiksõ ˈɡɾejsi]; geboren am 21. November 1958) ist ein brasilianischer Rotgurtträger 9. Grades, ein Gracie Jiu-Jitsu und ein ehemaliger Mixed Martial Arts Kämpfer.
Er ist der drittälteste Sohn von Hélio Gracie, Bruder von Rorion und Relson Gracie und Halbbruder von Rolker, Royce, Robin und Royler Gracie. In den 1980er und 1990er Jahren galt er allgemein als der beste Kämpfer des Gracie Clans und als einer der härtesten der Welt.
Im November 2014 wurde er neben Big John McCarthy, Pat Miletich und Fedor Emelianenko in die Legends of MMA Hall of Fame aufgenommen.
Rickson Gracie erreichte seinen Status als Schwarzgurt unter seinem Vater Helio Gracie im Alter von 18 Jahren.
Im Juli 2017 wurde er zum Rotgurt ernannt, dem höchsten Rang im brasilianischen Jiu-Jitsu. Er lehnte den Rang zunächst ab, da er noch nicht das erforderliche Mindestalter nach den Maßgaben der IBJJF zum Tragen eines Rotgurts von mindestens 67 Jahren erreicht hat. Er behielt den Gürtel jedoch, um ihn – nach seinem Dafürhalten – „regulär“ tragen zu dürfen, wenn er das Mindestalter erreicht hat.

## Biografie

### Kämpferischer Werdegang

#### Kämpfe gegen Rei Zulu
Mit 19 Jahren trat Gracie in Brasilien gegen den berühmten brasilianischen Wrestler und Kämpfer Casemiro "Rei Zulu" Nascimento Martins an. Rei Zulu war kein qualifizierter Kampfkünstler. Er hatte nur einen Hintergrund in einem angeblich indigenen Wrestling-Stil namens Tarracá, aber er wog 104 kg und hatte Erfahrung im Vale Tudo Bereich. Trotz seiner Nachteile gewann Gracie das Match in der dritten Runde, indem er Zulu mit einem Rear Naked Choke unterwarf und sofort nationale Anerkennung erlangte.
1984 forderte Zulu einen Rückkampf in Rio de Janeiro, was zu einer kontroversen Angelegenheit wurde. Laut Zulu forderte die Familie Gracie, dass die Regeln nur eine Stunde vor dem Ereignis geändert werden, indem Schläge mit geschlossenen Fäusten, direkte Schläge auf das Gesicht und Tritte gegen einen niedergeschlagenen Gegner verboten werden. Während des Kampfes, der im Maracanazinho-Stadion in Rio de Janeiro vor 20.000 Zuschauern ausgetragen wurde, erhielt Zulu während des illegalen Versuchs, Gracie in die Augen zu stechen, seinerseits einen ebenfalls illegalen Tiefschlag. Gracie behauptete auch, Zulu sei mit Vaseline eingeölt worden, um seinen Griff zu behindern. In jedem Fall gewann Rickson erneut und unterwarf seinen Gegner in der zweiten Runde mit einem weiteren Choke.
Im November desselben Jahres besiegte Zulu Kickbox-Champion Sérgio „Rock“ Batarelli in einem weiteren Kampf, der die Voraussetzung für ein weiteres Match gegen Rickson war.
Dieser Rückkampf fand jedoch nie statt.

#### Konkurrenz zu Luta Livre
1988 versuchten die Veranstalter, einen erwarteten Kampf zwischen Rickson und dem Wrestler und Luta-Livre-Schwarzgurt Marco Ruas zusammenzustellen. Hélio Gracie lehnte jedoch ab und forderte entweder, dass Rickson eine höhere Zahlung erhielt oder dass der Kampf innerhalb der Gracie-Akademie stattfand.
Beide Forderungen wurden abgelehnt, so dass der Kampf nicht stattfand.
Andere Namen wie Eugenio Tadeu und Hugo Duarte waren im Gespräch, aber abgelehnt. Monate später wurde Rickson vom Kämpfer Denilson Maia herausgefordert, aber dessen Vater starb und er musste durch Duarte ersetzt werden.
Obwohl Duarte nur in einem Event um Geld kämpfen wollte, begegnete Gracie ihm am Strand, schlug ihn vor seinen Schülern und forderte ihn auf, dort zu kämpfen, so dass sich Duarte gezwungen sah, anzunehmen. Gracie gewann, nachdem Duarte nach Schlägen ins Gesicht aufgeben musste.
Kurz darauf kam Duarte in Ricksons Gym und forderte einen Rückkampf, als er behauptete, Gracie-Studenten hätten ihn getreten und ihm während des Kampfes Sand in die Augen geworfen.
Gracie gewann erneut. Dabei entstand Krawall, welcher der die Nachbarn zwang, die Polizei zu rufen. Kurz darauf forderte Gracie Tadeu heraus, der in einen Kampf mit seinem Bruder Royler verwickelt war, als die Polizei kam. Royler und Tadeu kämpften etwa 50 Minuten lang. Der Kampf endete unentschieden.
Die Rivalität zwischen brasilianischem Jiu-Jitsu und Wrestling ging ohne Rickson weiter, als er Brasilien nach dem Kampf in die USA verließ.

#### Vale Tudo Japan
1994 wurde Rickson von Erik Paulson kontaktiert, um an Satoru Sayamas Event Vale Tudo Japan teilzunehmen. Gracie reiste nach Japan und nahm am Turnier teil, zunächst gegen den Yoshinori Nishi. Gracie brachte ihn zu Boden, und Nishi kontrollierte ihn mit einem Lockdown.
Gracie konnte jedoch die Halfguard „passen“ und ihn mit einem Rear Naked Choke unterwerfen, als Nishi seinen Rücken zudrehte. Später traf er auf den körperlich viel größeren Wing-Chun-Praktizierenden Dave Levicki, welchen Rickson nach einer Reihe von Schlägen durch TKO besiegte. Gracie kämpfte dann im Finale gegen den amerikanischen Kickboxer Bud Smith. Gegen den gewann nach der gleichen Methode und holte sich den Turniersieg.

#### PRIDE
1997 trat Gracie im Pride 1-Event gegen Yoji Anjos Mentor Nobuhiko Takada an. Vor den 47.860 Zuschauern des Tokyo Dome besiegte Rickson den unerfahrenen Takada, „Mountete“ ihn und unterwarf ihn mit einem Armbar. Laut Gracie, der in Japan eine wachsende Popularität genießt, wurde ihm vorgeschlagen, gegen Mario Sperry bei Pride 3 zu bekämpfen, aber die Idee wurde aufgrund der Ablehnung durch Carlson Gracie gestoppt.
Das Pride Management bot ihm auch an, Royce Gracies Platz in seinem abgesagten Match mit Mark Kerr einzunehmen; das wurde jedoch von Rickson Gracie selbst mit Verweis auf die zu kurze Vorbereitungszeit von nur einem Monat abgelehnt. Der Vorsitzende von Fighting Network Rings, Akira Maeda, forderte ebenfalls Gracie heraus und schlug einen Kampf vor, der jedoch abgelehnt wurde. Rickson stimmte nur zu, bei Pride 4 einem Rückkampf gegen Takada auszutragen und erklärte:
„Ich denke, Takada ist ein Krieger und verdient die Chance, sich selbst zu erlösen.“ Zwar war Takada zwischenzeitlich besser geworden und hatte eine reelle Chance gegen Rickson Gracie, aber der Brasilianer nutzte einen fehlgeschlagenen Leglock-Versuch des Japaners, um ihn zu sweepen und zu mounten.
Trotzdem gab Takada nicht auf, befreite sich aus der Mount und versuchte einen Heel Hook, aber Gracie konnte einen Armbar etablieren und Takada erneut besiegen.

#### Colosseum
Im Mai 2000, nachdem Takadas Zweitbesetzung Kazushi Sakuraba Royler Gracie im Pride 8-Event besiegt hatte, nahm er das Mikrofon und forderte Rickson heraus, der sich in der Gracie-Ecke befand. Es kam jedoch zu keiner Reaktion.
Gracie zog es vor, beim Colosseum-Event gegen Pancrase-Legende Masakatsu Funaki anzutreten. Die Veranstaltung wurde fast abgesagt, da Rickson spezielle Regeln forderte, die Kopfstöße, Ellbogenschläge und Schläge auf den Kopf sowohl im Stehen als auch am Boden untersagten. Eine Einigung wurde jedoch erzielt, als das Pancrase-Management das Verbot von Kopfstößen und Ellbogen gewährte.

### Gracie Academy
Rickson gründete im Jahr 1991 zusammen mit seinen Brüdern Roiron, Royce und Royler die erste Gracie Jiu Jitsu Academy in Torrance, Kalifornien.

### Weitere Auftritte
Im August 2002 hatte Rickson einen besonderen Auftritt in den japanischen Medien, um Ogawa vor seinem Kampf gegen Matt Ghaffari beim UFO Legend Event zu helfen, bei dem er assistierte.
Nach der Veranstaltung sprach Ogawa erneut über einen Kampf gegen Rickson, den der Brasilianer als mögliches Rückkampf ansah. Rickson erwähnte auch Antônio Rodrigo Nogueira und Kazuyuki Fujita als mögliche Kandidaten. Nichts davon wurde jedoch verwirklicht.

## Filme
Der Filmemacher Robert Goodman drehte 1995 den Dokumentarfilm „Choke“ über das Leben von Rickson Gracie. Er folgte Gracie und zwei anderen Kämpfern (Todd Hays und Koichiro Kimura), als sie sich 1995 in Tokios Vale Tudo Japan vorbereiteten und kämpften. Der von Manga Entertainment veröffentlichte Film wurde in 23 Länder vertrieben.
Rickson hatte eine kleine Rolle im Kinofilm „The Incredible Hulk“ von 2008 als Bruce Banners Kampfkunstlehrer. Er wird dort jedoch trotz seines Jiu-Jitsu-Hintergrunds als Aikido-Lehrer dargestellt.
Er hat in den Fernsehsendungen „Fight Science“ von National Geographic sowie „Fight Quest“ von Discovery Channel mitgewirkt.

## Kritik und Kontroversen
Gracie weckte den Zorn einiger Mitglieder der MMA-Community, indem sie die Fähigkeiten von Top-Kämpfern kritisierte. Als er 1996 über die Gewinner des Ultimate-Fighting-Championship-Turniers sprach, bezeichnete er Don Frye und Mark Coleman als „sehr schwach“ und sagte, dass letzterer „keine Gefahr darstellen würde“.
Er sah Wallid Ismail auch als „durchschnittlichen Kämpfer“. Kazushi Sakuraba als „kein Kämpfer, der eine große Expertise in irgendetwas hat“ „die ganze Zeit Glück“ sowie Marco Ruas als „nichts Besonderes“ und „grundlegend“.
Ruas, der dafür bekannt war, Rickson in seiner Karriere mehrmals zu einem Kampf herausgefordert zu haben, wurde im Gegenzug zitiert: „Reden ist billig. Er muss in den Ring treten und beweisen, was er sagt.“

## Kampfbilanz
Sein Vater Helio Gracie bestritt Ricksons Behauptung, über 400 Kämpfe gehabt zu haben. Laut Hélio hat Rickson nur an allgemein bekannten und gemeldeten Kämpfen teilgenommen: den beiden gegen Rei Zulu und denen, die in Japan stattfanden. Helio Gracie behauptete, dass Rickson Übungs- und Amateurkämpfe einsetzt, um eine Zahl über 400 zu erhalten, und dass er mehr als eine Million hätte, wenn er seine Kämpfe wie Rickson gezählt hätte.
Ricksons einziger offizieller Verlust im Kampfsportwettbewerb war 1993 bei den US-Sambo-Meisterschaften in Norman, Oklahoma, zu verzeichnen. Rickson, der behauptete, ein ehemaliger Goldmedaillengewinner bei den Panamerikanischen Sambo-Meisterschaften 1980 mit 74 Kilogramm zu sein, traf auf den Judo- und Sambo-Champion Ron Tripp. Tripp warf Gracie in 47 Sekunden mittels eines Uchi Mata auf die Matte, was Tripp nach den Regeln von FIAS International Sambo zum Sieger machte. Rickson bestritt diese Niederlage und behauptete, er sei über die Regeln des Ereignisses falsch informiert worden.

### MMA-Statistik
| - 11 Siege (9 durch Aufgabegriff, 2 durch Tapout (Schläge)), - 0 Niederlagen - 0 Unentschieden |              |                    |                  |                           |                                    |       |       |
| Ergebnis                                                                                       | Profi-Rekord | Gegner             | Datum            | Veranstaltung             | Methode                            | Runde | Zeit  |
| Sieg                                                                                           | 11:0         | Masakatsu Funaki   | 26. Mai 2000     | C2K: Colosseum            | Submission (Rear Naked Choke)      | 1     | 12:49 |
| Sieg                                                                                           | 10:0         | Nobuhiko Takada    | 11. Oktober 1998 | PRIDE FC (PRIDE 4)        | Submission (Armbar)                | 1     | 9:30  |
| Sieg                                                                                           | 09:0         | Nobuhiko Takada    | 11. Oktober 1997 | PRIDE FC (PRIDE 1)        | Submission (Armbar)                | 1     | 4:47  |
| Sieg                                                                                           | 8:0          | Yuki Nakai         | 20. April 1995   | Vale Tudo Japan 1995      | Submission (Rear Naked Choke)      | 1     | 6:22  |
| Sieg                                                                                           | 7:0          | Koichiro Kimura    | 20. April 1995   | Vale Tudo Japan 1995      | Submission (Rear Naked Choke)      | 1     | 2:07  |
| Sieg                                                                                           | 6:0          | Yoshihisa Yamamoto | 20. April 1995   | Vale Tudo Japan 1995      | Submission (Rear Naked Choke)      | 3     | 3:49  |
| Sieg                                                                                           | 5:0          | Bud Smith          | 29. Juli 1994    | Vale Tudo Japan 1995      | Submission (Aufgabe durch Schläge) | 1     | 0:39  |
| Sieg                                                                                           | 4-0          | Dave Levicki       | 29. Juli 1994    | Vale Tudo Japan 1994      | Submission (Aufgabe durch Schläge) | 1     | 2:40  |
| Sieg                                                                                           | 3-0          | Yoshinori Nishi    | 29. Juli 1994    | Vale Tudo Japan 1994      | Submission (Rear Naked Choke)      | 1     | 2:58  |
| Sieg                                                                                           | 2-0          | Rei Zulu           | 1. Januar 1984   | Unabhängige Veranstaltung | Submission (Rear Naked Choke)      | 1     | 9:00  |
| Sieg                                                                                           | 1-0          | Rei Zulu           | 25. April 1980   | Unabhängige Veranstaltung | Submission (Rear Naked Choke)      | 1     | 11:55 |

### Submission Grappling Profikämpfe
| - 8 Siege (7 durch Aufgabegriff, 1 durch Aufgabe wegen Erschöpfung), - 0 Niederlagen - 0 Unentschieden |                   |       |                                  |                                        |       |      |
| Ergebnis                                                                                               | Gegner            | Datum | Veranstaltung                    | Methode                                | Runde | Zeit |
| Sieg                                                                                                   | Joe Moreira       | 1988  | V Copa Company Absolute          | Submission (Choke)                     |       |      |
| Sieg                                                                                                   | Joe Moreira       | 1988  | V Copa Company Light Heavyweight | Submission (Choke)                     |       |      |
| Sieg                                                                                                   | Rigan Machado     | 1986  | Unabhängige Veranstaltung        | Submission (Rear Naked Choke)          |       |      |
| Sieg                                                                                                   | Murilo Sa         | 1986  | Copa Cantao                      | Submission (Armbar)                    |       |      |
| Sieg                                                                                                   | Rigan Machado     | 1986  | III Copa Company                 | Submission (Aufgabe wegen Erschöpfung) |       |      |
| Sieg                                                                                                   | Otavio Peixotinho | 1984  | LINJJI                           | Submission (Armbar)                    |       |      |
| Sieg                                                                                                   | Sergio Penha      | 1981  | AABB                             | Submission (Choke)                     |       |      |
| Sieg                                                                                                   | Sergio Penha      | 1981  | AABB                             | Submission (Armbar)                    |       |      |